# Woiwodschaft Zielona Góra
Die Woiwodschaft Zielona Góra (polnisch województwo zielonogórskie) war eine polnische Woiwodschaft, die 1950 bis 1975 und in veränderter Form 1975 bis 1998 bestand. Ihre Hauptstadt war Zielona Góra (Grünberg).

## Alte Woiwodschaft Zielona Góra (1950 - 75)

### Geschichte
Hervorgegangen ist die Woiwodschaft Zielona Góra im Jahr 1950 aus Gebieten, die zuvor zum westlichen Teil der damaligen Woiwodschaft Poznań sowie zum nördlichen Teil der damaligen Woiwodschaft Wrocław gehörten. Ziel war es, diese für die bisherigen Woiwodschaften peripheren Gebiete in einem neuen Verwaltungsorgan zusammenzufassen und die Gebiete innerhalb der sogenannten “Wiedergewonnenen Gebiete” (Ziemie odzyskane) wirtschaftlich zu beleben.

### Lage
Im Norden grenzte die Woiwodschaft an die Woiwodschaft Szczecin, im Osten an die Woiwodschaft Poznań und im Süden an die Woiwodschaft Wrocław. Die westliche Grenze zur DDR wurde durch die Flüsse Lausitzer Neiße und Oder gebildet. Die Woiwodschaft Zielona Góra grenzte hier an die DDR-Bezirke Frankfurt/Oder und Cottbus.
Das Gebiet der ursprünglichen Woiwodschaft umfasste ein weitgehend ähnliches Territorium wie die heutige Woiwodschaft Lebus.

### Verwaltungsgliederung
Die Woiwodschaft Zielona Góra war in 2 Stadtkreise und 16 Landkreise gegliedert.

### Bevölkerung
Über 40 % der Bevölkerung stammten im Jahr 1950 aus den ehemaligen Gebieten Ostpolens, weitere gut 20 % aus der Region Großpolen (Wielkopolska).
1967 lebten 51,7 % der Gesamtbevölkerung in Städten, was leicht über dem landesweiten Durchschnitt von damals 50,3 % lag. Die Bevölkerungsdichte war mit 59 Einwohnern pro Quadratkilometern jedoch sehr niedrig. Überdurchschnittlich hoch war jedoch das Bevölkerungswachstum von 11,3 ‰.
Fünf Städte zählten zu dieser Zeit über 20.000 Einwohner:
- Gorzów Wielkopolski (69.700)
- Zielona Góra (66.200)
- Nowa Sól (30.700)
- Żary (28.400)
- Żagań (21.100)

### Wirtschaft
Die Woiwodschaft Zielona Góra hatte einen landwirtschaftlich-industriellen Charakter, in der die Forstwirtschaft eine überdurchschnittlich hohe Rolle spielte (44,5 % der Fläche waren 1967 bewaldet).
Vor 1945 war die Region nur schwach industrialisiert und vorwiegend landwirtschaftlich geprägt. Hinzu kamen immense Zerstörungen durch den Zweiten Weltkrieg, die beispielsweise in Głogów, Gubin und Kostrzyn bei 80-90 % sowie in Krosno Odrzańskie, Gorzów Wielkopolski oder Żary bei 50-60 % lagen.
Nach dem Zweiten Weltkrieg wurden einerseits bestehende Industriebetriebe (insbesondere der Textilindustrie) wiederaufgebaut, andererseits erfolgte auch die Gründung zahlreicher neuer Produktionsstätten, wie unter anderem:
- Chemiefaserfabrik "Stilon" in Gorzów Wielkopolski, 1951 gegründet
- Elektronikbetrieb "Lumel" in Zielona Góra, 1953 gegründet
- Stahlbaubetrieb "Spomasz" in Żary
- Zellulosefabrik in Kostrzyn, 1958 wiedereröffnet
- Metallbetrieb "Elterma" in Świebodzin
- Kupferhütte in Głogów, 1968–72 erbaut

## Neue Woiwodschaft Zielona Góra (1975 - 98)

### Geschichte
Bei der am 1. Juni 1975 durchgeführten Gebietsreform in Polen wurden die Landkreise abgeschafft und die vorhandenen 17 Woiwodschaften durch 49 Woiwodschaften kleineren Zuschnitts ersetzt.
Die neue Woiwodschaft Zielona Góra nahm dabei hauptsächlich den südlichen Teil der ursprünglichen Woiwodschaft Zielona Góra ein. Der nördliche Teil ging an die Woiwodschaft Gorzów, während südlich und östlich gelegene Gemeinden und Städte fortan den neuen Woiwodschaften Legnica und Leszno angehörten.

### Lage
Die neue Woiwodschaft Zielona Góra wurde im Norden von der Woiwodschaft Gorzów, im Osten von den Woiwodschaften Poznań und Leszno und im Süden von den Woiwodschaften Jelenia Góra sowie Legnica begrenzt.
Im Westen grenzte die Woiwodschaft zunächst an die DDR (Bezirke Frankfurt/Oder und Cottbus), später dann an die Bundesrepublik Deutschland (Bundesländer Brandenburg und Sachsen).
48,2 % der Fläche waren bewaldet und 41,5 % wurden landwirtschaftlich genutzt.

### Verwaltungsgliederung
Nach Auflösung der Landkreise bestand die Woiwodschaft aus 57 Gemeinden, wovon wiederum 28 das Stadtrecht besaßen.
Im Zeitraum zwischen 1990 und 1998 bestanden in ganz Polen sogenannte Regionalämter (Urzędy rejonowe), die verwaltungstechnisch ähnliche Aufgaben wie ein Landkreis übernahmen. In der Woiwodschaft Zielona Góra gab es insgesamt 6 Regionalämter mit Sitz in:
- Zielona Góra
- Krosno Odrzańskie
- Nowa Sól
- Świebodzin
- Wolsztyn
- Żary

### Bevölkerung
| Jahr          | 1975    | 1980    | 1985    | 1990    | 1995    | 1998    |
| Einwohnerzahl | 580.000 | 609.200 | 646.000 | 660.000 | 674.100 | 679.300 |

1975 lebten 580.000 Einwohner in der damals neugegründeten Woiwodschaft Zielona Góra, davon rund 56 % in Städten. 32,4 % der Bevölkerung war unter 18 Jahre alt.

### Städte
| Stadt        | Einwohnerzahl (31. Dezember 1998) |
| ------------ | --------------------------------- |
| Zielona Góra | 118.182                           |
| Nowa Sól     | 42.662                            |
| Żary         | 40.732                            |
| Żagań        | 28.170                            |
| Świebodzin   | 22.539                            |
| Gubin        | 18.893                            |
| Sulechów     | 18.250                            |
| Lubsko       | 15.511                            |
| Wolsztyn     | 13.879                            |
| Szprotawa    | 13.139                            |

### Wirtschaft
1975 arbeiteten 224.000 Personen in der Volkswirtschaft, davon über 40 % in der Industrie, 11,2 % in der kollektivierten Landwirtschaft, 10 % im Handel und 9,2 % im Transportwesen.
Die bedeutendsten Industriezweige waren:
- Leichtindustrie – 36,6 % der Beschäftigten, 29,5 % der Produktionsmenge
- Produktion von Elektromaschinen – 30,3 % der Beschäftigten, 26 % der Produktionsmenge
- Lebensmittelindustrie – 9,2 % der Beschäftigten, 26 % der Produktionsmenge

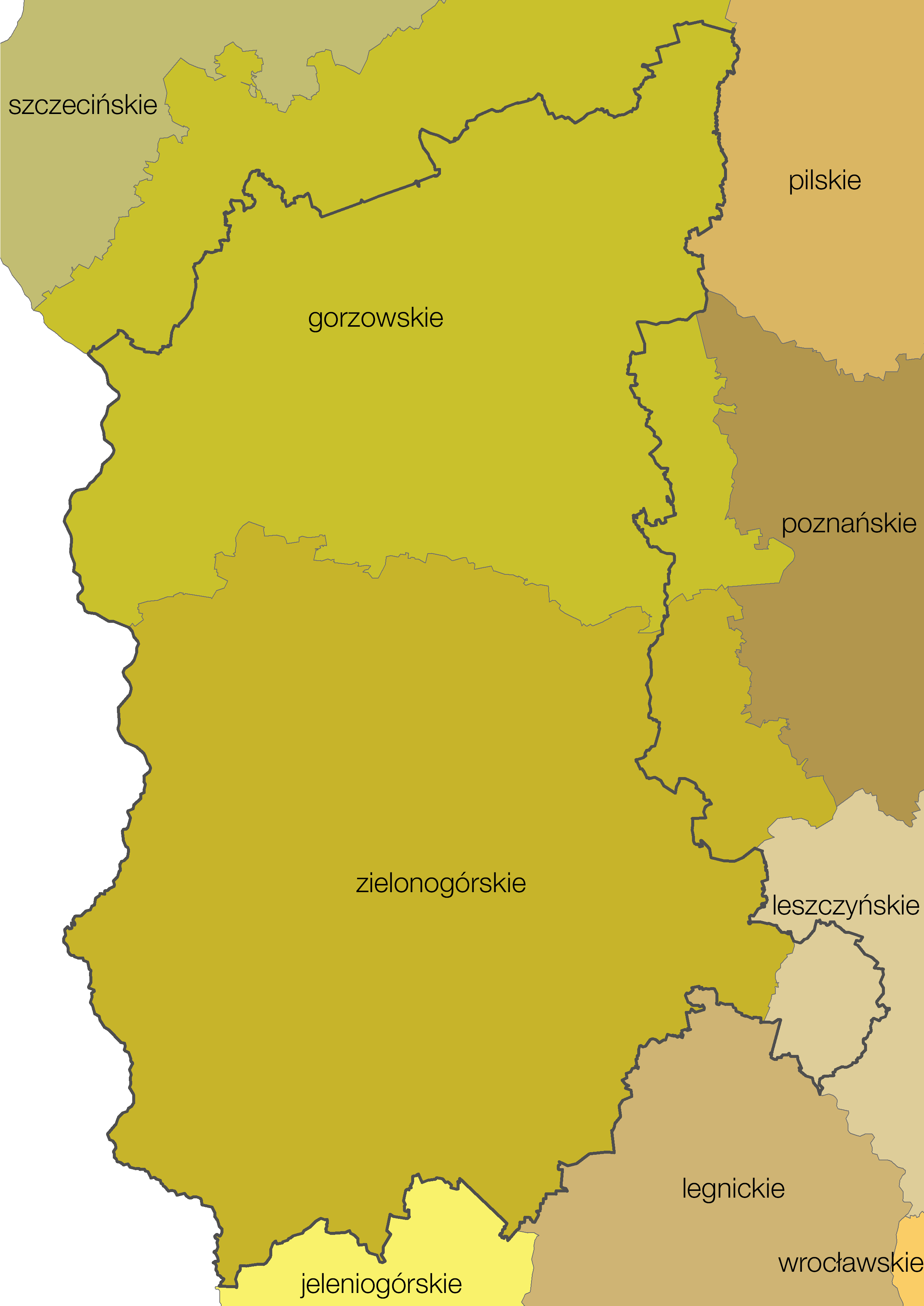
Das Gebiet der Woiwodschaft Zielona Góra auf den Gebieten der heutigen Woiwodschaften Lebus und Großpolen

## Entwicklung nach 1998
Bei einer erneuten Gebietsreform am 1. Januar 1999 wurden die Landkreise wieder eingeführt und die Zahl der Woiwodschaften auf 16 reduziert.
Die Woiwodschaft Zielona Góra dabei ging zum überwiegenden Teil in der neugebildeten Woiwodschaft Lebus (Lubuskie) auf. Einzelne Gemeinden im Ostteil der Woiwodschaft gingen an die neugebildete Woiwodschaft Großpolen (Wielkopolskie) über.